# Béarn

Béarn na mapie Francji

Béarn – historyczna prowincja francuska w południowo-zachodniej Francji, na skraju Pirenejów. W okresie Merowingów była hrabstwem, a następnie weszła w skład Gaskonii. Od 1290 należała do hrabstwa Foix a potem 
Nawarry. W 1589 Henryk IV Burbon włączył część prowincji do Francji (resztę przyłączono w 1620).
Wraz z francuską częścią Kraju Basków tworzy departament Pireneje Atlantyckie. Od nazwy prowincji pochodzi nazwa sosu bearneńskiego.